# 7856 Viktorbykov
A 7856 Viktorbykov (ideiglenes jelöléssel 1975 VB1) a Naprendszer kisbolygóövében található aszteroida. Tamara Mikhaylovna Smirnova fedezte fel 1975. november 1-én.